# فیستول
فیستول (به فرانسوی: Fistule) یا ناسور یا به گویش قدیمی دردالسینا در پزشکی به هر نوع ارتباط غیرطبیعی یا مجرای ارتباطی بین دو اندام مختلف یا دو بخش جداگانه از بدن یا حتی دو رگ که در حالت طبیعی باید از هم جدا باشند گفته می‌شود. فیستول یک بیماری محسوب شده و نیاز به درمان دارد البته گاهی برای مقاصد درمانی به وسیلهٔ جراحی اقدام به ایجاد فیستول در بدن نیز می‌گردد. از عوامل ایجادکننده فیستول می‌توان به انواع بیماری‌ها، مداخلات و درمان‌های پزشکی و همچنین انواع تروما نام برد.

## محل ایجاد فیستول
بنابر آمار (WHO) سازمان بهداشت جهانی در طبقه‌بندی بیماری‌ها محل‌های فیستول مشاهده شده تا امروز در نواحی مختلف بدن به قرار زیر است.
- در محدوده چشم: فیستول مجرای اشک-فیستول گوش داخلی
- در سیستم گردش خون: فیستول بین سرخرگ و سیاهرگ- فیستول بین‌رگی در رگ‌های شش- بین‌رگی مغزی- بین دو سرخرگ
- در سیستم تنفسی: فیستول منجر به آمپیم ریوی- فیستول نای به مری
- در سیستم گوارشی: فیستول مجرای بزاقی- فیستول معده دوازدهه- فیستول آپاندیس- فیستول مقعدی- فیستول روده
- در سیستم ماهیچه‌ای: فیستول بین مفصل
- در سیستم ادراری تناسلی: فیستول واژن به روده- فیستول مثانه به واژن- فیستول کانال تناسلی (در زن) به بیرون پوست
- بیماری‌های مادرزادی:فیستول مادرزادی سینوسی- فیستول مادرزادی ورید پورت به سرخرگ کبدی- فیستول مادرزادی واژن به راست‌روده

## تشخیص فیستول
افرادی که تجربه آبسه مقعدی دارند ممکن است به فیستول مقعدی هم دچار شوند. فیستول معمولاً با قرمزی، التهاب و گاهی با خون همراه است.

## انواع
| نام پزشکی   | تعریف                                                             |
| ----------- | ----------------------------------------------------------------- |
| فیستول کور  | مجرا با انتهای بسته                                               |
| فیستول کامل | مجرا با ورودی و خروجی                                             |
| فیستول ناقص | فیستول با یک سوراخ از پوست به درون بدن ولی به هیچ اندامی وصل نشده |

## درمان
درمان فیستول بستگی به محل ایجاد و همچنین دلیل ایجاد آن ارتباط دارد ولی به‌طور عمده نیاز به جراحی و تجویز آنتی‌بیوتیک خواهد داشت.
در ابتدا باید پزشک با معاینه تشخیص دهد مسیر فیستول از کجا و به کجا است. در برخی از آن‌ها به‌طور موقت به بیرون راهی ندارند. برای درمان انواعی از راه‌های درمان وجود دارد که ساده و در دسترس خواهند بود. از بین این فیستول‌ها، فیستول مقعدی بسیار عادی بوده و خطری ندارد. در ابتدا پزشک با یک آزمون ساده بنام فیستولکتومی می‌تواند شکل و مسیر آن را تشخیص داده و سپس اقدام به جراحی با بی‌حسی موضعی نماید. نکته مهم دیگر در درمان فیستول مقعدی ادامه روند درمان تا بهبودی کامل می‌باشد چراکه فیستول در صورت ناقص ماندن روند درمان می‌تواند عود کرده و دوباره ایجاد شود.

### درمان فیستول با عمل جراحی
درمان‌های فیستول به صورت گیاهی و دارویی نتایج مؤثری ندارند و تنها با جراحی می‌توان آن را درمان کرد. درمان فیستول با عمل جراحی همراه با بی هوشی است و درد و خونریزی دارد.

### درمان با لیزر
فیستول به دلیل اینکه در بیشتر مواقع عمق زیادی ندارد با استفاده از لیزر درمان می‌شود. در ابتدا فرد بیمار بیحس موضعی می‌شود و بعد از آن جراح با کمک میله به خصوصی مسیر را برای جراحی تعیین می‌کند و با لیزر آن مسیر را برمی‌دارد.
درمان فیستول با لیزر روشی قطعی برای درمان این بیماری به‌شمار می‌رود که با دستگاه‌های لیزر متفاوتی از جمله لیزرهای کم توان ؛فرو سرخ؛ لیزر کربن دی‌اکسید انجام می‌شود. لیزر کربن دی‌اکسید به نام لیزر پرتوان نیز شناخته می‌شود.

## کاربرد درمانی فیستول
در افراد مبتلا به نارسایی کلیه، که به دیالیز نیاز دارند، یک فیستول با استفاده از یک عمل جراحی کوتاه مدت در اندام فوقانی ایجاد می‌شود تا امکان برداشت راحت‌تر خون برای همودیالیز فراهم شود.
به عنوان یک درمان ریشه‌ای برای فشار خون بالای پورت، فیستول پورتوکاوال (آناستوموز (ارتباط) بین ورید پورت کبدی و ورید اجوف تحتانی از طریق شکم (وینسلو)) ایجاد می‌شود. این سیستم، ورید پورت را از فشار زیادی که می‌تواند باعث ایجاد واریس مری، کاپوت مدوزا و هموروئید شود، مصون می‌دارد.

## تفاوت فیستول و آبسه مقعدی
چنانچه آبسه‌های مقعدی به صورت مکرر باشند و درمان نشوند موجب ایجاد فیستول خواهند شد.